# Kamer van volksvertegenwoordigers (samenstelling 1900-1904)
De lijst van leden van de Belgische Kamer van volksvertegenwoordigers van 1900 tot 1904. De Kamer van volksvertegenwoordigers telde toen eerst 152 en daarna 166 leden. Het nationale kiesstelsel was in die periode gebaseerd op algemeen meervoudig stemrecht, volgens een systeem van evenredige vertegenwoordiging op basis van de Methode-D'Hondt, gecombineerd met een districtenstelsel. Naargelang opleiding, cijns die men betaalde of een combinatie van beide kregen alle mannelijke Belgen van 25 jaar en ouder respectievelijk één, twee of drie stemmen.
De 22ste legislatuur van de Kamer van volksvertegenwoordigers liep van 3 juli 1900 tot 6 mei 1904 en volgde uit de verkiezingen van 27 mei 1900. Bij deze verkiezingen werden 152 parlementsleden verkozen in alle kieskringen. Op 25 mei 1902 vonden tussentijdse verkiezingen plaats, waarbij het aantal parlementsleden verhoogd werd naar 166. 84 van de 166 parlementsleden werden bij deze verkiezingen verkozen. Dit was het geval in de kieskringen Antwerpen, Mechelen, Turnhout, Brussel, Leuven, Nijvel, Brugge, Kortrijk, Ieper, Roeselare-Tielt, Veurne-Diksmuide-Oostende, Gent-Eeklo, Aalst, Zinnik, Charleroi, Luik, Verviers, Aarlen-Marche-Bastenaken, Neufchâteau-Virton, Namen en Dinant-Philippeville.
Tijdens deze legislatuur was de regering-De Smet de Naeyer II (augustus 1899 - mei 1907) in functie. Dit was een katholieke meerderheid. De oppositie bestond dus uit de liberalen, de socialisten en de daensisten.

## Zittingen
In de 22ste zittingsperiode (1900-1904) vonden vijf zittingen plaats. Van rechtswege kwamen de Kamers ieder jaar bijeen op de tweede dinsdag van november.
| Zitting               | Opening          | Sluiting                  |
| --------------------- | ---------------- | ------------------------- |
| buitengewone zitting  | 3 juli 1900      | 24 juli 1900              |
| 2de zitting 1900-1901 | 13 november 1900 | 8 november 1901           |
| 3de zitting 1901-1902 | 12 november 1901 | 20 mei 1902               |
| 4de zitting 1902-1903 | 11 november 1902 | zaterdag 22 augustus 1903 |
| 5de zitting 1903-1904 | 10 november 1903 | 11 mei 1904               |

## Samenstelling
| Begin legislatuur (1900) | Begin legislatuur (1900) | Begin legislatuur (1900) | Einde legislatuur (1904) | Einde legislatuur (1904) | Einde legislatuur (1904) |
| Fractie                  | Fractie                  | Zetels                   | Fractie                  | Fractie                  | Zetels                   |
| ------------------------ | ------------------------ | ------------------------ | ------------------------ | ------------------------ | ------------------------ |
|                          | Katholieken              | 86                       |                          | Katholieken              | 96                       |
|                          | Liberalen                | 33                       |                          | Socialisten              | 35                       |
|                          | Socialisten              | 32                       |                          | Liberalen                | 33                       |
|                          | Daensisten               | 1                        |                          | Daensisten               | 2                        |

Wijzigingen in fractiesamenstelling:
- Bij de periodieke verkiezingen van 1902 wordt het aantal Kamerzetels uitgebreid van 152 naar 166. Van de 14 extra zetels gaan er 9 naar de katholieken, drie naar de socialisten, een naar de liberalen en een naar de daensisten. Tegelijkertijd verliezen de liberalen een zetel ten voordele van de katholieken.

## Lijst van de volksvertegenwoordigers
| Volksvertegenwoordiger                | Partij    | Kieskring                 | Opmerkingen |
| ------------------------------------- | --------- | ------------------------- | --- |
| Edouard Biart                         | Katholiek | Antwerpen                 | |
| Edward Coremans                       | Katholiek | Antwerpen                 | |
| Auguste Delbeke                       | Katholiek | Antwerpen                 | |
| Jean-Baptiste De Winter               | Katholiek | Antwerpen                 | |
| Paul Segers                           | Katholiek | Antwerpen                 | Secretaris. |
| Emmanuel de Meester                   | Katholiek | Antwerpen                 | Zetelt vanaf 11 november 1902. |
| Emile Van Reeth                       | Katholiek | Antwerpen                 | Zetelt vanaf 11 november 1902. |
| Louis Van den Broeck                  | Katholiek | Antwerpen                 | |
| Frédéric Delvaux                      | Liberaal  | Antwerpen                 | |
| Jan Van Rijswijck                     | Liberaal  | Antwerpen                 | |
| Georges Tonnelier                     | Liberaal  | Antwerpen                 | |
| Jacques Verheyen                      | Liberaal  | Antwerpen                 | |
| Modeste Terwagne                      | Socialist | Antwerpen                 | |
| Albert Alexandre Lefebvre             | Katholiek | Mechelen                  | |
| Edouard De Cocq                       | Katholiek | Mechelen                  | |
| Florent Van Cauwenbergh               | Katholiek | Mechelen                  | |
| Victor Van de Walle                   | Liberaal  | Mechelen                  | |
| Charles de Broqueville                | Katholiek | Turnhout                  | |
| Alphonse Versteylen                   | Katholiek | Turnhout                  | |
| Remi Le Paige                         | Katholiek | Turnhout                  | |
| Henri Carton de Wiart                 | Katholiek | Brussel                   | Secretaris. |
| Henri Colfs                           | Katholiek | Brussel                   | |
| Edmond Nerincx                        | Katholiek | Brussel                   | Ondervoorzitter vanaf 12 november 1901. |
| Jules Renkin                          | Katholiek | Brussel                   | |
| Léon de Lantsheere                    | Katholiek | Brussel                   | |
| Camille De Jaer                       | Katholiek | Brussel                   | |
| Frédéric De Bontridder                | Katholiek | Brussel                   | |
| Julien Van Der Linden                 | Katholiek | Brussel                   | |
| Léon De Coster                        | Katholiek | Brussel                   | Zetelt vanaf 12 november 1902. |
| Louis Huysmans                        | Liberaal  | Brussel                   | |
| Paul Janson                           | Liberaal  | Brussel                   | Werd bij de verkiezingen van 27 mei 1900 verkozen op een lijst van progressieve liberalen. Janson is vanaf 20 mei 1903 co-voorzitter van de liberale fractie. |
| Paul Hymans                           | Liberaal  | Brussel                   | |
| Emile Féron                           | Liberaal  | Brussel                   | Werd bij de verkiezingen van 27 mei 1900 verkozen op een lijst van progressieve liberalen.                                                                    |
| Léon Lepage                           | Liberaal  | Brussel                   | |
| Maurice Lemonnier                     | Liberaal  | Brussel                   | Zetelt vanaf 12 november 1902. |
| Louis Bertrand                        | Socialist | Brussel                   | |
| Emile Vandervelde                     | Socialist | Brussel                   | |
| Léon Meysmans                         | Socialist | Brussel                   | Vervangt vanaf 12 november 1902 Ferdinand Cavrot, die zich bij de tussentijdse verkiezingen kandidaat stelde in de kieskring Charleroi.                       |
| Georges Delbastée                     | Socialist | Brussel                   | |
| Antoine Delporte                      | Socialist | Brussel                   | |
| Adolf Daens                           | Daensist  | Brussel                   | Zetelt vanaf 12 november 1902. Werd bij de verkiezingen van 25 mei 1902 verkozen op een kartellijst van daensisten en handelaren.                             |
| Frans Schollaert                      | Katholiek | Leuven                    | Ondervoorzitter tot 12 november 1901 en parlementsvoorzitter vanaf 12 november 1901.                                                                          |
| Jules de Trooz                        | Katholiek | Leuven                    | |
| Léon Rosseeuw                         | Katholiek | Leuven                    | |
| Auguste de Becker Remy                | Katholiek | Leuven                    | |
| Victor Beauduin                       | Liberaal  | Leuven                    | |
| Prosper Van Langendonck               | Socialist | Leuven                    | |
| Georges Snoy                          | Katholiek | Nijvel                    | |
| Jules Melchior Brabant                | Katholiek | Nijvel                    | |
| Léon Jourez                           | Liberaal  | Nijvel                    | |
| Alphonse Allard                       | Socialist | Nijvel                    | |
| Amedée Visart de Bocarmé              | Katholiek | Brugge                    | |
| François De Brabandere                | Katholiek | Brugge                    | |
| Albéric Ruzette                       | Katholiek | Brugge                    | Zetelt vanaf 11 november 1902. |
| Léon Termote                          | Liberaal  | Brugge                    | |
| Julien Liebaert                       | Katholiek | Kortrijk                  | |
| Pierre Tack                           | Katholiek | Kortrijk                  | |
| Auguste Reynaert                      | Katholiek | Kortrijk                  | |
| Edouard Busschaert                    | Katholiek | Kortrijk                  | Zetelt vanaf 11 november 1902. |
| Raymond Vande Venne                   | Liberaal  | Kortrijk                  | |
| Eugène De Groote                      | Katholiek | Veurne-Diksmuide-Oostende | |
| Jules Vanderheyde                     | Katholiek | Veurne-Diksmuide-Oostende | |
| Auguste Pil                           | Katholiek | Veurne-Diksmuide-Oostende | |
| Adolphe Buyl                          | Liberaal  | Veurne-Diksmuide-Oostende | |
| Auguste Beernaert                     | Katholiek | Roeselare-Tielt           | |
| Valère Vanden Bogaerde                | Katholiek | Roeselare-Tielt           | |
| Maurice Van der Bruggen               | Katholiek | Roeselare-Tielt           | |
| Charles Gillès de Pelichy             | Katholiek | Roeselare-Tielt           | |
| René Colaert                          | Katholiek | Ieper                     | |
| Félix Van Merris                      | Katholiek | Ieper                     | |
| Ernest Nolf                           | Liberaal  | Ieper                     | |
| Charles Woeste                        | Katholiek | Aalst                     | |
| Léon de Bethune                       | Katholiek | Aalst                     | |
| Louis De Sadeleer                     | Katholiek | Aalst                     | Parlementsvoorzitter tot 8 november 1901. |
| Paul Piéraert                         | Katholiek | Aalst                     | Zetelt vanaf 11 november 1902. |
| Aloys De Backer                       | Daensist  | Aalst                     | |
| Jean-Baptiste de Ghellinck d'Elseghem | Katholiek | Oudenaarde                | |
| Louis Thienpont                       | Katholiek | Oudenaarde                | |
| Camille Liefmans                      | Liberaal  | Oudenaarde                | |
| Paul de Smet de Naeyer                | Katholiek | Gent-Eeklo                | |
| Victor Begerem                        | Katholiek | Gent-Eeklo                | |
| Gérard Cooreman                       | Katholiek | Gent-Eeklo                | |
| Arthur Verhaegen                      | Katholiek | Gent-Eeklo                | |
| Justin Van Cleemputte                 | Katholiek | Gent-Eeklo                | |
| Jules Maenhaut van Lemberge           | Katholiek | Gent-Eeklo                | |
| Auguste Huyshauwer                    | Katholiek | Gent-Eeklo                | Zetelt vanaf 11 november 1902. Huyshauwer is secretaris vanaf 13 november 1902.                                                                               |
| Emile Braun                           | Liberaal  | Gent-Eeklo                | |
| Jules Devigne                         | Liberaal  | Gent-Eeklo                | |
| Edward Anseele                        | Socialist | Gent-Eeklo                | |
| Félix Cambier                         | Socialist | Gent-Eeklo                | |
| Alexandre de Browne de Tiège          | Katholiek | Sint-Niklaas              | |
| Auguste Raemdonck van Megrode         | Katholiek | Sint-Niklaas              | |
| Frans Van Brussel                     | Katholiek | Sint-Niklaas              | |
| Joseph Nicolas Van Naemen             | Katholiek | Sint-Niklaas              | |
| Léon De Bruyn                         | Katholiek | Dendermonde               | |
| Emile Tibbaut                         | Katholiek | Dendermonde               | |
| Abel de Kerchove d'Exaerde            | Katholiek | Dendermonde               | |
| Adolphe Drion du Chapois              | Katholiek | Charleroi                 | |
| Michel Levie                          | Katholiek | Charleroi                 | |
| Emile Bertaux                         | Liberaal  | Charleroi                 | |
| Jules Destrée                         | Socialist | Charleroi                 | |
| Pierre Lambillotte                    | Socialist | Charleroi                 | |
| Léon Furnémont                        | Socialist | Charleroi                 | |
| Jean Caeluwaert                       | Socialist | Charleroi                 | |
| Henri Léonard                         | Socialist | Charleroi                 | |
| Ferdinand Cavrot                      | Socialist | Charleroi                 | Zetelt vanaf 11 november 1902. Daarvoor zetelde Cavrot voor de kieskring Brussel in de Kamer.                                                                 |
| Alphonse Harmignie                    | Katholiek | Bergen                    | |
| Victor Delporte                       | Katholiek | Bergen                    | |
| Jules Dufrane                         | Liberaal  | Bergen                    | |
| Alphonse Brenez                       | Socialist | Bergen                    | |
| Louis Pépin                           | Socialist | Bergen                    | Vervangt vanaf 13 november 1901 de overleden Alfred Defuisseaux.                                                                                              |
| Aurèle Maroille                       | Socialist | Bergen                    | |
| Léon Mabille                          | Katholiek | Zinnik                    | |
| Jules Mansart                         | Socialist | Zinnik                    | |
| René Branquart                        | Socialist | Zinnik                    | Zetelt vanaf 11 november 1902. |
| Gustave Paternoster                   | Liberaal  | Zinnik                    | |
| Léon Cambier                          | Katholiek | Doornik-Aat               | |
| Henri Duquesne Watelet de la Vinelle  | Katholiek | Doornik-Aat               | |
| Joseph Hoÿois                         | Katholiek | Doornik-Aat               | |
| Henri Crombez                         | Liberaal  | Doornik-Aat               | |
| Oswald Ouverleaux                     | Liberaal  | Doornik-Aat               | |
| Louis Pouille                         | Socialist | Doornik-Aat               | |
| Eugène Derbaix                        | Katholiek | Thuin                     | |
| Raoul Warocqué                        | Liberaal  | Thuin                     | Quaestor. |
| Nicolas Berloz                        | Socialist | Thuin                     | |
| Dominique Pitsaer                     | Katholiek | Hoei-Borgworm             | |
| Georges Hubin                         | Socialist | Hoei-Borgworm             | |
| Charles Gouters                       | Socialist | Hoei-Borgworm             | |
| Jules Giroul                          | Liberaal  | Hoei-Borgworm             | |
| Gustave Francotte                     | Katholiek | Luik                      | Secretaris tot 9 augustus 1902. |
| Jules Dallemagne                      | Katholiek | Luik                      | |
| Charles De Ponthière                  | Katholiek | Luik                      | |
| Xavier Neujean                        | Liberaal  | Luik                      | Vanaf 20 mei 1903 co-voorzitter van de liberale fractie. |
| Paul Trasenster                       | Liberaal  | Luik                      | |
| Hector Denis                          | Socialist | Luik                      | |
| Célestin Demblon                      | Socialist | Luik                      | |
| Léon Troclet                          | Socialist | Luik                      | |
| Joseph Wettinck                       | Socialist | Luik                      | |
| Jean-Baptiste Schinler                | Socialist | Luik                      | |
| Paul Smeets                           | Socialist | Luik                      | |
| Samuel Donnay                         | Socialist | Luik                      | Zetelt vanaf 11 november 1902. |
| Julien Davignon                       | Katholiek | Verviers                  | |
| Antoine Borboux                       | Katholiek | Verviers                  | Vervangt vanaf 20 juli 1900 Adolphe Gierkens (Socialist), wiens verkiezing ongeldig werd verklaard.                                                           |
| Raymond de Biolley                    | Katholiek | Verviers                  | Zetelt vanaf 11 november 1902. |
| Jean Malempré                         | Socialist | Verviers                  | |
| Eugène Mullendorff                    | Liberaal  | Verviers                  | |
| Clément Cartuyvels                    | Katholiek | Hasselt                   | |
| Albert de Theux de Meylandt           | Katholiek | Hasselt                   | |
| Adrien de Corswarem                   | Katholiek | Hasselt                   | |
| Joris Helleputte                      | Katholiek | Tongeren-Maaseik          | |
| Henri Gielen                          | Katholiek | Tongeren-Maaseik          | |
| Camille Desmaisières                  | Katholiek | Tongeren-Maaseik          | Quaestor. |
| Henry Delvaux de Fenffe               | Katholiek | Aarlen-Marche-Bastenaken  | |
| Adolphe de Limburg Stirum             | Katholiek | Aarlen-Marche-Bastenaken  | Vervangt vanaf 3 juli 1900 Paul de Favereau, die provinciaal senator in de Belgische Senaat wordt. De Limburg Stirum is quaestor.                             |
| Emile François                        | Liberaal  | Aarlen-Marche-Bastenaken  | |
| Winand Heynen                         | Katholiek | Neufchâteau-Virton        | Ondervoorzitter. |
| Georges Lorand                        | Liberaal  | Neufchâteau-Virton        | |
| Georges Cousot                        | Katholiek | Dinant-Philippeville      | |
| Léon Hubert                           | Katholiek | Dinant-Philippeville      | |
| Albert d'Huart                        | Katholiek | Dinant-Philippeville      | Vervangt vanaf 25 november 1902 Julien Tournay-Detilleux, die bij de tussentijdse verkiezingen niet herkozen werd.                                            |
| Grégoire Horlait                      | Socialist | Dinant-Philippeville      | |
| Ferdinand Dohet                       | Katholiek | Namen                     | |
| Louis Petit                           | Katholiek | Namen                     | |
| Auguste Mélot                         | Katholiek | Namen                     | Zetelt vanaf 11 november 1902. |
| Eugène Hambursin                      | Liberaal  | Namen                     | |
| Gustave Defnet                        | Socialist | Namen                     | Secretaris. |